# Jean Joachim Zentgraff
Jean Joachim Zentgraff, né le 21 mars 1643 à Strasbourg et mort le 28 novembre 1707 dans la même ville, est un théologien protestant luthérien qui fut professeur à la Faculté de théologie protestante de Strasbourg, président du convent ecclésiastique et doyen du chapitre de Saint-Thomas. 